# Greatest Hits (альбом the Doors)
Greatest Hits — сборник песен группы The Doors, выпущенный в 1980 году. В 1996 году альбом был переиздан на CD-Extra, при этом были добавлены треки «The Ghost Song», «The End» and «Love Her Madly», но исключена «Not to Touch the Earth».

## Список композиций на виниловом и кассетном издании (1980)
Все песни написаны группой The Doors кроме отмеченного

### Сторона «А»
1. «Hello, I Love You»
2. «Light My Fire»
3. «People Are Strange»
4. «Love Me Two Times»
5. «Riders On The Storm»

### Сторона «Б»
1. «Break on Through (To the Other Side)»
2. «Roadhouse Blues»
3. «Not to Touch the Earth»
4. «Touch Me» (Робби Кригер)
5. «L. A. Woman»

## Список композиций на CD (1996)
1. «Hello, I Love You» — 2:12
2. «Light My Fire» — 7:05
3. «People Are Strange» — 2:09
4. «Love Me Two Times» — 3:14
5. «Riders on the Storm» — 7:09
6. «Break On Through» — 2:26
7. «Roadhouse Blues» (live) — 6:12
8. «Touch Me» (Кригер) — 3:10
9. «L.A. Woman» — 7:47
10. «Love Her Madly» — 3:17
11. «The Ghost Song» — 4:10
12. «The End» — 6:28 (версия Джорджа Клинтона, попавшая в фильм Апокалипсис сегодня).

## Участники
- Робби Кригер — гитара
- Джим Моррисон — вокал
- Рэй Манзарек — клавишные и бэк-вокал
- Джон Денсмор — ударные

приглашённые музыканты
- Кёртис Эми — саксофон в «Touch Me»
- Джерри Шефф — бас-гитара (5, 9, 11)
- Джон Себастьян — гармоника
- Марк Бенно — ритм-гитара

оформление альбома
- Джоэл Бродский — photography
- Рон Коро — original art direction
- Рэй и Дороти Манзарек, Рон Коро, Денис Миноуб — original album design

## Позиции в хит-парадах
Годовые чарты:
| Хит-парад (1981)                   | Позиция |
| ---------------------------------- | ------- |
| США (Billboard Top Popular Albums) | 16      |

## Сертификации
| Регион | Сертификация  | Продажи    |
| --- | ------------- | ---------- |
| Аргентина (CAPIF) | Золотой       | 30 000^    |
| Австралия (ARIA) | 2× Платиновый | 140 000^   |
| Канада (Music Canada) | 5× Платиновый | 500 000^   |
| США (RIAA) · LP edition                                                                                                  | 3× Платиновый | 3 000 000^ |
| США (RIAA) · CD edition                                                                                                  | 2× Платиновый | 2 000 000^ |
| * Данные о продажах приведены только на основе сертификации. ^ Данные о тиражах приведены только на основе сертификации. |               |            |